# Ariane Louis-Seize
Ariane Louis-Seize est une réalisatrice et scénariste québécoise. Elle a complété le programme Cinéma, profil scénarisation, de l'Institut national de l'image et du son (L'inis) en 2013. 
Elle est connue pour ses courts métrages La Peau sauvage, nommé aux prix Écrans canadiens pour le meilleur court métrage dramatique d'action réelle et nommé au prix Iris pour le meilleur court métrage , et Les Petites Vagues, nommé sur la liste annuelle des dix meilleurs films canadiens du Festival international du film de Toronto en 2018.
Son court métrage Les Profondeurs est présenté en première au Festival international du film de Toronto 2019. Il est ensuite projeté au Festival international du film Cinéfest Sudbury (en), où il remporte le prix du public pour le meilleur court métrage. Elle enchaîne en 2020 avec Comme une comète.
Son premier long métrage, Vampire humaniste cherche suicidaire consentant est présenté en première au 80e festival international du film de Venise en 2023. Louis-Seize remporte le prix du meilleur réalisateur dans le programme Giornate degli Autori.

## Filmographie

### Cinéma

#### En tant que réalisatrice

##### Courts métrages
- 2016 : Être elles
- 2016 : Wild skin
- 2016 : La Boucle  avec Émilie Ricard-Harvey
- 2018 : Rituels
- 2019 : Les Petites Vagues
- 2019 : Les Profondeurs
- 2019 : Lorraine Pintal : Pour que la lumière ne meure jamais
- 2020 : Comme une comète
- 2023 : See You in My Dreams

##### Long métrage
- 2023 : Vampire humaniste cherche suicidaire consentant

#### En tant que scénariste
- 2013 : Skyline (court métrage) d'Émilie Baillargeon
- 2014 : Les Compléments (court métrage) de Cédric Conti
- 2014 : Bonne Nuit Sexy Deer (court métrage) d'Isabelle Giroux
- 2016 : Être elles (court métrage) d'elle-même
- 2016 : Wild skin (court métrage) d'elle-même (co-scénariste avec Fannie Loiselle)
- 2016 : D'encre et de sang d'Alexis Fortier Gauthier, Maxim Rheault et Francis Fortin (co-scénariste avec Kelly-Anne Bonieux et Rémi Dufresne)
- 2016 : La Boucle (court métrage) d'Émilie Ricard-Harvey et d'elle-même (co-scénariste avec Émilie Ricard-Harvey)
- 2019 : Les Petites Vagues (court métrage) d'elle-même
- 2019 : Les Profondeurs (court métrage) d'elle-même
- 2019 : Lorraine Pintal : Pour que la lumière ne meure jamais (court métrage) d'elle-même
- 2020 : Comme une comète (court métrage) d'elle-même
- 2023 : See You in My Dreams (court métrage) d'elle-même
- 2023 : Vampire humaniste cherche suicidaire consentant d'elle-même (co-scénariste avec Christine Doyon)